# 阿伊拉诺
阿伊拉诺（義大利語：Ailano），是意大利卡塞塔省的一个市镇。总面积15平方公里，人口1407人，人口密度93.8人/平方公里（2009年）。ISTAT代码为061001。